# アーロン・アロースミス

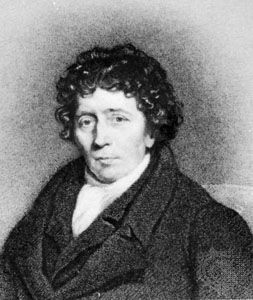
アーロン・アロースミス

アーロン・アロースミス（英: Aaron Arrowsmith, 1750年 – 1823年）は、イングランドの地図製作者、銅版印刷業者、出版者で、地理学者を多数輩出したアロースミス家の創始者のひとり。

## 概要
20歳のときに、カウンティ・ダラムのウィンストン (Winston) からロンドンのソーホー・スクエア (Soho Square) へ移り、銅版印刷業者のジョン・ケーリー (John Cary) とウィリアム・フェイデン (William Faden) に雇われた。
これに先立つ1790年1月、アロースミスはメルカトル図法による大型の世界地図によって有名になった。その4年後、アロースミスは、球状図法 (globular projection) による新たな大型の世界地図を解説書付きで刊行した。1796年の北アメリカの地図と、1807年のスコットランドの地図は、その後にアロースミスが製作した多数の地図の中でも最も成功したものとなった。また、1802年から1819年にかけて刊行された『Rees's Cyclopædia』の地図帳の巻の編纂にもあたった。
アロースミスは、1810年ころ、プリンス・オブ・ウェールズであった後のジョージ4世付きの水路学者となり、1820年のジョージ4世の即位とともに国王付きとなった。
アロースミスの事業は、後に甥のジョン・アロースミス（1790年 - 1873年）とともに運営されるようになった。1821年、彼らはハドソン湾会社から得た地図類と、アーロン自身が作成した過去の地図をもとに、さらに完成度を上げた北アメリカの地図を刊行した。
アロースミスは、自身と同名のアーロンとサミュエルの2人の息子を残し、長男のアーロンは『Eton Comparative Atlas』や、『Biblical atlas』のひとつ、その他様々な地理学の手引書などを編纂した。
カナダ・ブリティッシュコロンビア州バンクーバー島のポート・アルバーニ (Port Alberni) の東方に位置するアロースミス山 (Mount Arrowsmith) は、アーロン・アロースミスと、その甥ジョン・アロースミスにちなんで名付けられたものである。

## 刊行された地図

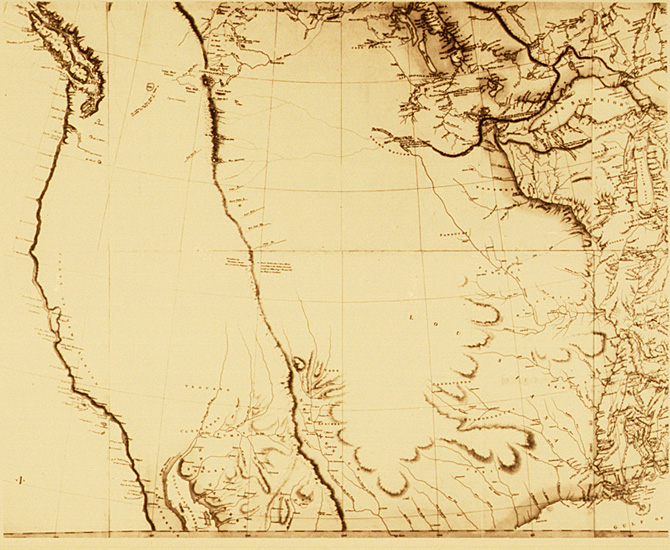
1795年1月1日付で刊行された、アロースミスの「北アメリカ大陸内陸部におけるすべての新発見を表示した地図 (Map Exhibiting All the New Discoveries in the Interior Parts of North America)」

- Chart of the world on Mercator's projection, exhibiting all the new discoveries to the present time: with the tracks of the most distinguished navigators since the year 1700, carefully collected from the best charts, maps, voyages, &c extant. , 1790 (8 sheets)
- A Map Exhibiting All the New Discoveries in the Interior Parts of North America, 1 January 1795 (Other editions 1801, 1802, 1804 and 1816 featuring roads)
- Chart of the South Pacific,  1798
- A New Map of Africa, 1802
- Chart Of The West Indies And Spanish Dominions In North America, 1803 (4 sheets)
- A New Map of Mexico and Adjacent Provinces Compiled from Original Documents., 1810 (4 sheets)
- Map of Countries Round the North Pole, 1818
- Ogden map (North America), 1821 (2nd edition : 1834)